# Коленсо, Элизабет Фэйрберн
Элизабет Фэйрберн Коленсо (29 августа 1821 — 2 сентября 1904) — миссионер, учитель и переводчик Библии в Новой Зеландии.

## Ранняя жизнь
Элизабет Фэйрберн родилась на станции Церковного миссионерского общества (CMS) в Керайкри, Новая Зеландия, в 1821 году. Она была дочерью Сары Таквелл и ее мужа Уильяма Фэйрберна.
В 1834 году Уильям Фэйрберн и его жена открыли миссионерскую станцию в Пурири в районе Темза. Пятеро их детей, Ричард (15 лет), Элизабет (13 лет), Джон (11 лет), Эдвин (7 лет) и Эстер (5 лет), остались в Пайхии, где они посещали школу CMS, которую проводила Марианна Уильямс.

## Жизнь с Коленсо
Элизабет свободно говорила на маори и в 1840 году в возрасте 19 лет преподавала детям и молодежи маори на миссионерской станции своего отца в Мараэтаи. Когда епископ Селвин посетил миссию, он нанял Элизабет преподавать в колледже Св. Иоанна, который тогда находился в миссии Те Ваймате. Здесь она познакомилась с миссионером и печатником Уильямом Коленсо. Пара поженилась 27 апреля 1843 года. После посвящения Коленсо в дьяконы в сентябре 1844 года пара со своей маленькой дочерью Фрэнсис Мэри (Фанни) основала миссию Вайтанги в Аурири, Нейпир. В сентябре 1845 года Элизабет отправилась по суше на миссионерскую станцию преподобного Уильяма Уильямса в Туранге, Пауэрти-Бэй, где родился её сын Ридли Латимер (Латти).
После нескольких несчастливых лет брака Элизабет узнала, что Уильям был отцом Вирема, ребенка, родившегося в 1850 году в семье Рипека Меретене. В ноябре 1851 года её муж был отстранен от должности диакона, а в 1852 году уволен с миссии вследствие супружеской неверности. Только после того, как в 1853 году стало известно о супружеской неверности Уильяма, пара рассталась, хотя так и не развелась. После её расставания CMS наняла Элизабет работать учителем в миссии Кайтотехе возле горы Таупири в Вайкато.

## В Англию
В 1860 году разразилась первая таранакская война, и миссионерские станции в окрестностях боевых действий были заброшены. Элизабет забрала своих двоих детей, Фанни (17) и Латти (15), в Англию, чтобы закончить учебу, и поселилась в Тоттенеме на севере Лондона. В 1863 году Хариата и Харе Помаре, члены туристической группы маори, организованной уэслианским мирским проповедником Уильямом Дженкинсом, остались с Коленсо. 26 октября 1863 года Хариата родила Альберта Виктора, которого назвали в честь умершего мужа королевы. 4 декабря 1863 года Елизавета сопровождала Хариату и Харе Помаре в качестве переводчика во время визита к королеве Виктории.
Выросшая на языке маори с юных лет, Коленсо помогала курировать публикацию в Англии издания Ветхого Завета на языке маори, что продолжалось до середины 1860-х годов. Она также помогла подготовить отредактированный Новый Завет к печати, исправляя печатную копию и иногда предлагая альтернативные переводы.

## Позже жизнь в Новой Зеландии и на Тихом океане
Латти поступила в колледж Святого Иоанна в 1866 году, а Элизабет и Фанни покинули Англию в октябре того же года, вернувшись в Окленд в начале 1867 года. В 1869 году Елизавета открыла школу для детей маори при миссионерском доме в Пайхии и продолжала работать до конца 1875 года. В это время Элизабет отправилась на остров Норфолк, чтобы помочь в работе Меланезийской миссии по просьбе епископа Джона Селвина. Здесь она перевела христианские материалы на язык мота, который был выбран как «lingua franca» Миссии.
В 1879 году Коленсо посетила Новую Зеландию и отправилась в Отаки, чтобы увидеть свою дочь Фанни и зятя Уильяма Х. Симкокса. В 1891 году Елизавета снова посетила Новую Зеландию; этот визит также включал посещение её семьи в Отаки. В январе 1895 года Фанни переехала на остров Норфолк.
Элизабет ушла из миссионерской жизни в 1898 году в возрасте 76 лет, к тому времени она страдала от ревматизма. Она дожила до 83 лет и умерла 2 сентября 1904 года в Лесных озерах, Отаки.